# Brownie Starmatic

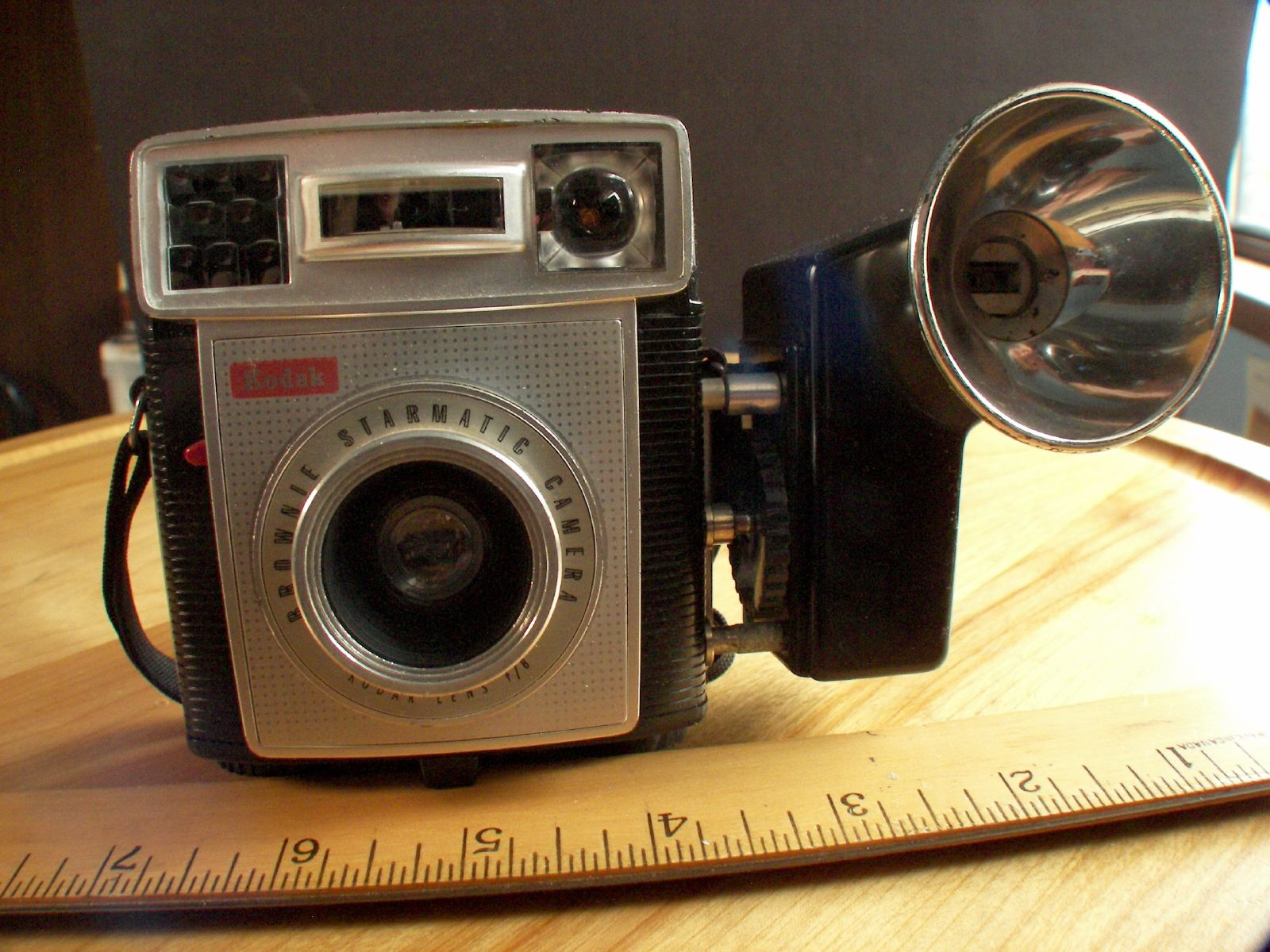
Brownie Starmatic, med påmonterad blixt.

Brownie Starmatic var en kamera producerad av Kodak mellan åren 1959 och 1963. Kameran ingick i ”Browniefamiljen” som omfattade en rad olika varianter.
Kameran använde 127-film vilket gav 12 exponeringar 4x4 cm. Det var den första Browniekameran som hade exponeringsmätare (selencell). Kameran hade fixfokus, ett trelinsers objektiv Kodar 44 mm f/8. Slutartiden var approximativt 1/40 s. Den var tillverkad mestadels i plast, även optiken hade plastlinser.
Sex olika kameror med exponeringsmätare, däribland Starmatic, introducerades på marknaden 1959, de kallas ibland för "AE Class of 1959". Året innan fanns det nästan inga kameror med automatisk exponeringsmätare och några år senare hade det kommit många fler billiga och mer avancerade kameror. Tillverkningen av Starmatic upphörde 1963. 